# 百貫坊

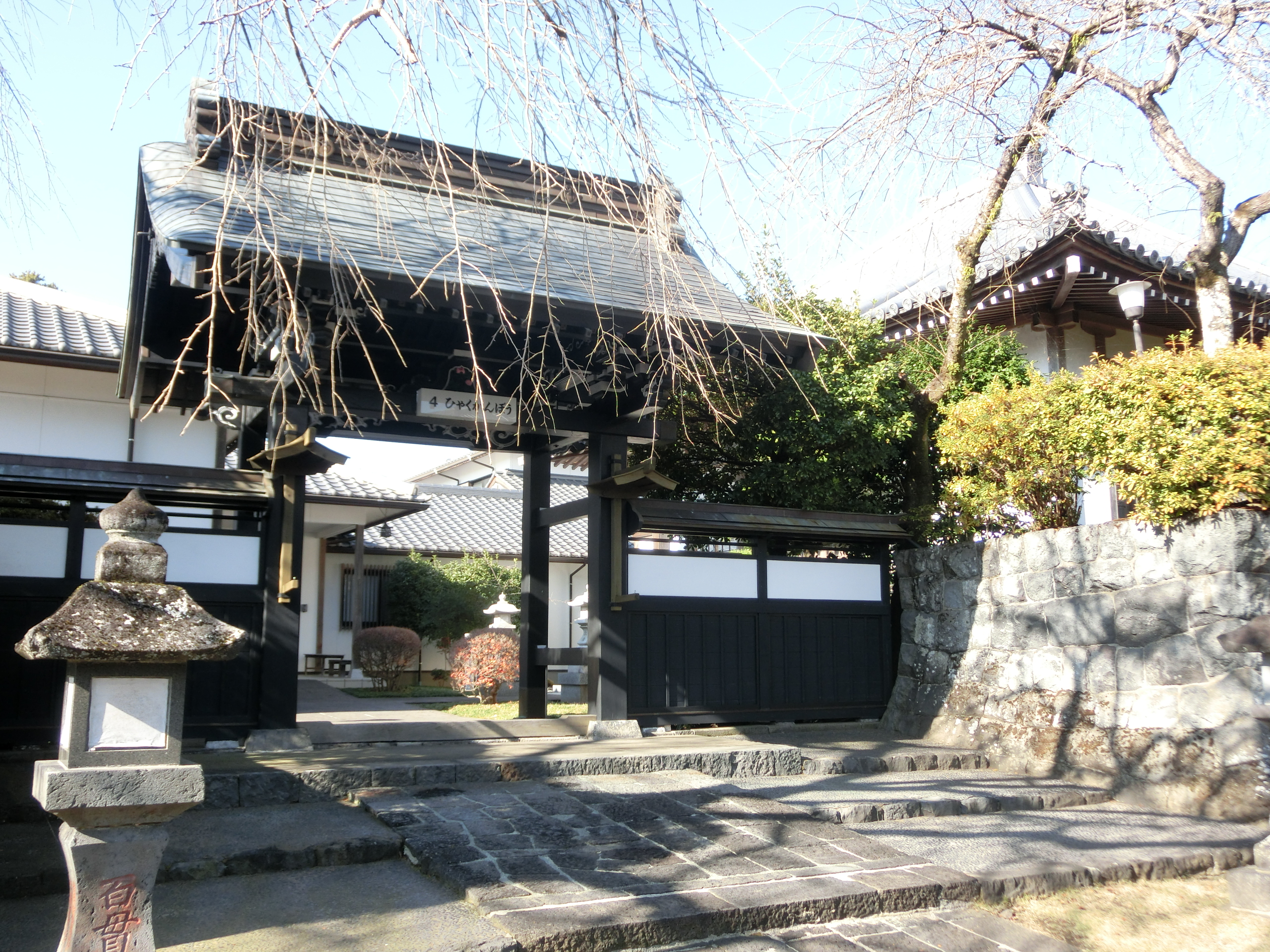
百貫坊

百貫坊（ひゃくかんぼう）は、日蓮正宗総本山大石寺の塔中坊の一つ。表塔中にある。

## 歴史
- 1290年（正応3年） - 大石寺創建と同時に第2祖日興の弟子である上蓮坊日仙を開基として建立される。当初は上蓮坊(じょうれんぼう)と呼ばれる。
- 1893年（明治26年）8月12日 - 後の第62世日恭が住職となる。
- 1908年（明治41年）11月5日 - 改築される。
- 1909年（明治42年）6月8日 - 焼失し、1911年（明治44年）に再興される。
- 1922年（大正12年）12月28日 - 後の第65世日淳が住職となる。
- 1972年（昭和47年）7月27日 - 改築される。改築にあわせて同年5月28日に66世日達が現在の本堂安置の板本尊を書写。
- 2008年（平成20年）12月16日 - 立正安国論正義顕揚750年記念局総本山総合整備事業の一環として改築される。

## 寺院の特徴
- 大石寺総代、歴代法主を輩出するなど数百年も続く家系の信徒も多い。
- 大石寺の筆頭総代を代々務める井出家（現総代は井出光彦）が所属している。